# サンタ・フェ島
サンタ・フェ島（サンタ・フェとう、西: Isla Santa Fe）はエクアドルのガラパゴス諸島に属する島である。島の名前はカトリック両王が1492年にクリストファー・コロンブスのインド航路開拓に資金を出すことに同意する契約を結んだ時のスペインの都市にちなんで名付けられた。行政上はガラパゴス県、サン・クリストバル郡に属する。英語ではイギリスの海軍提督であったサミュエル・バーリントンにちなんで、バーリントン島（英: Barrington Island）とも呼ばれる。

## 地理
サンタ・クルス島の南東に位置する諸島内では小規模な島で、面積は24km²、最高地点は259mである。ガラパゴス諸島では地質学的に最も古い島の一つで、火山岩の岩層は390万年前に遡ることができる。島へ上陸する際は島の北東側のバーリントン湾からウェットランディングをする必要があり、湾のビーチからは二つの遊歩道が伸びている。一つはビーチに近い短いループ状のトレイルで、カンラン科のパロサントや巨大なウチワサボテンの他、動物ではしばしばサンタフェリクイグアナやガラパゴスノスリ等の固有種を観察できる。また、ビーチではアシカの姿も見られる。二つ目のトレイルは急な崖を登り、島の内陸部の景色を眺めることができる。

## 生物
サンタ・フェ島では以下の島の固有種と固有亜種が存在する。
- 固有種
  - サンタフェリクイグアナ（Conolophus pallidus）
  - サンタフェヤモリ（Phyllodactylus barringtonensis）
- 固有亜種
  - サンタフェウミイグアナ（Amblyrhynchus cristatus trillmichi）
  - サンタフェコメネズミ（Aegialomys galapagoensis bauri）

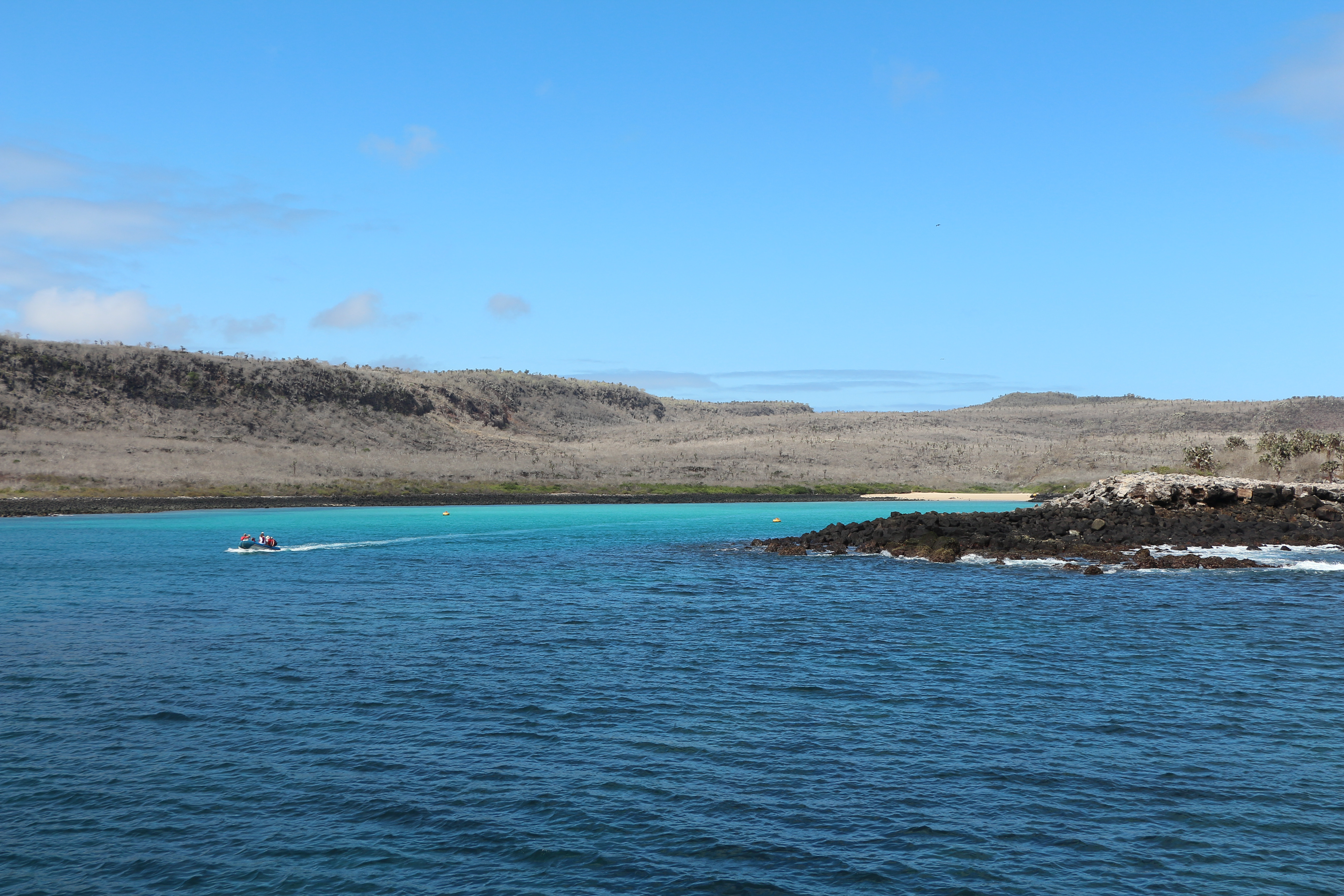
サンタ・フェ島の入り江
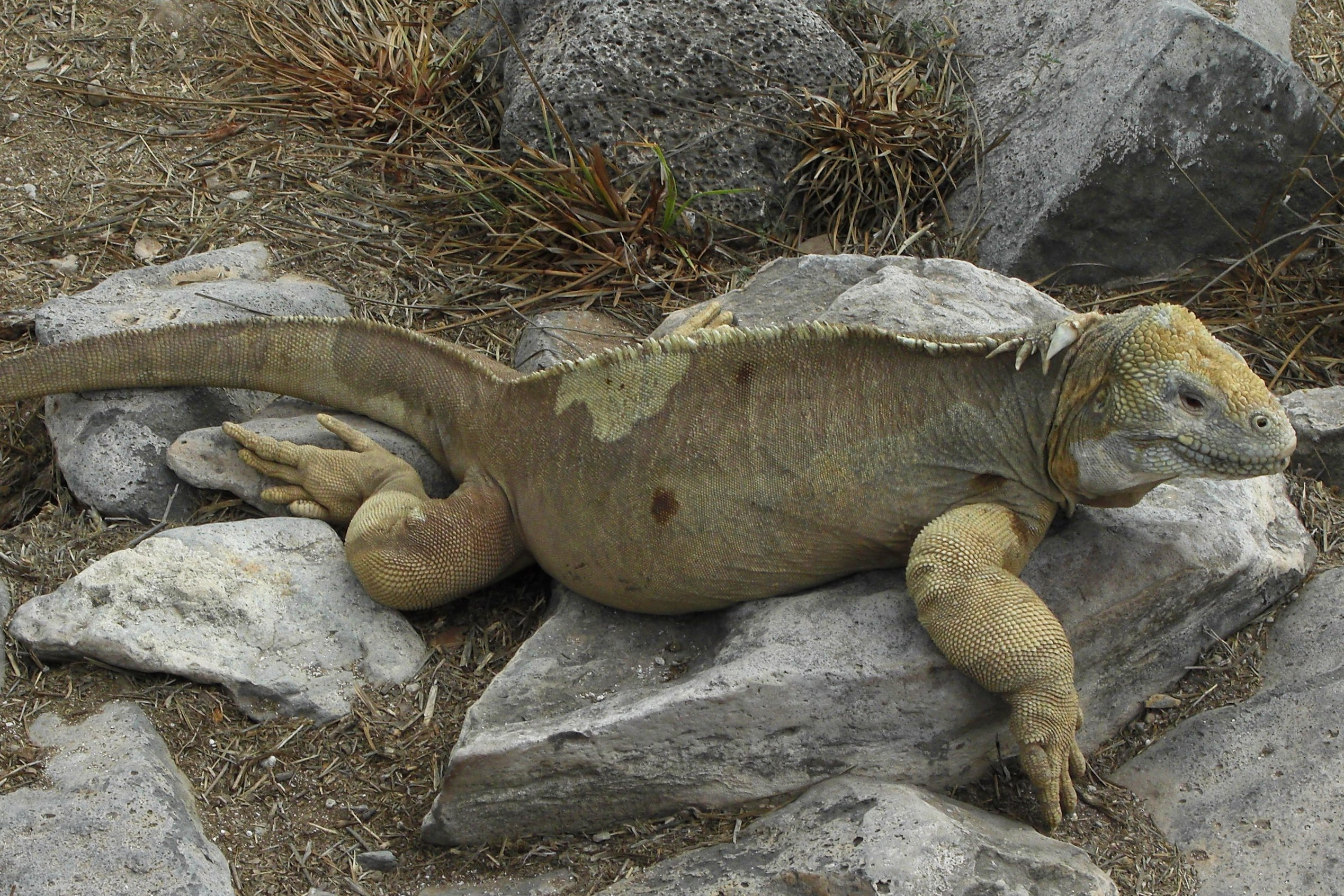
サンタフェリクイグアナ
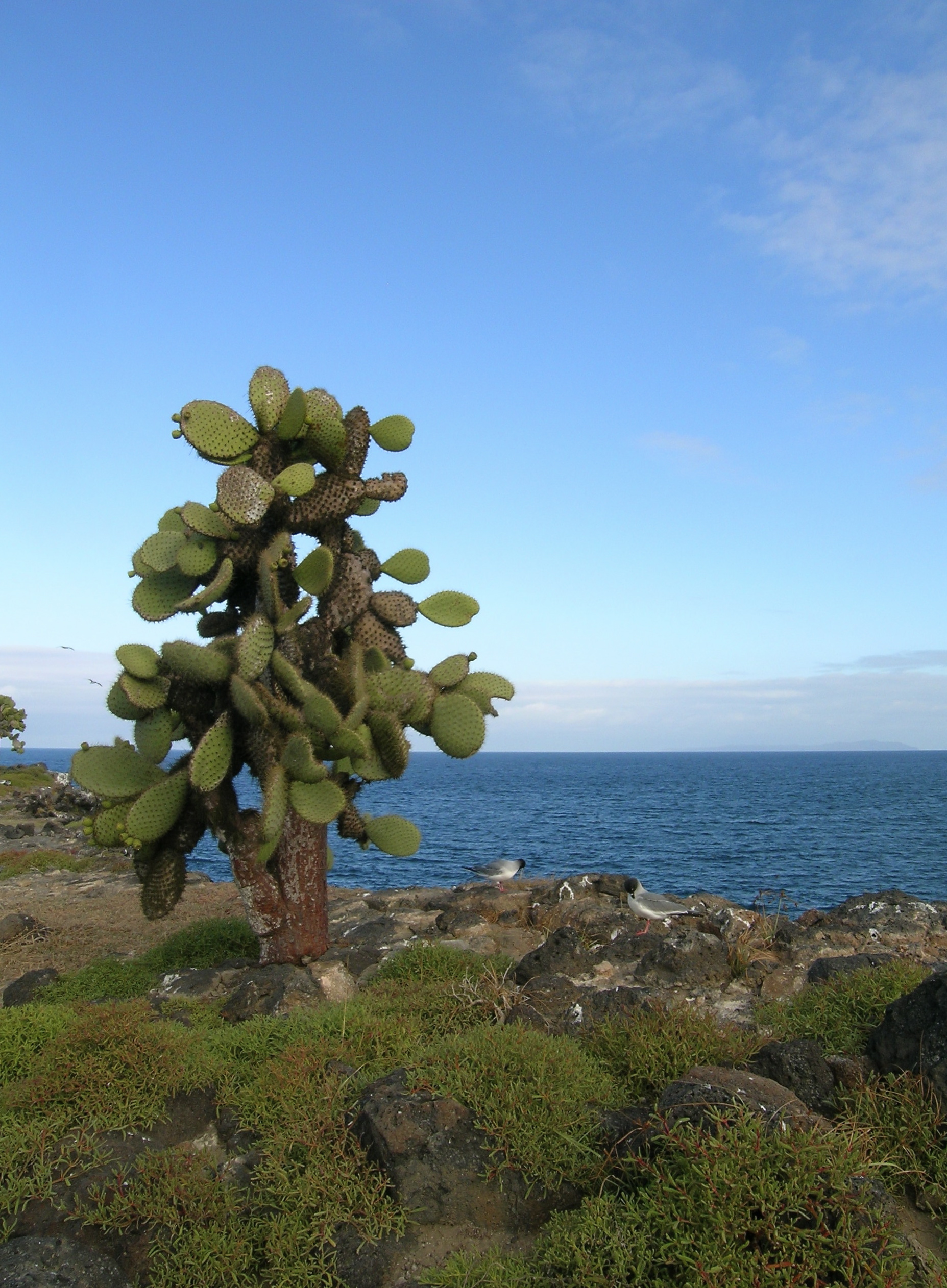
ウチワサボテンとアカメカモメ